# Alexander von Knobelsdorff (général, 1788)
Ne doit pas être confondu avec Alexander von Knobelsdorff.
Alexander Friedrich Adolf von Knobelsdorff (né le 4 décembre 1788 à Spandau et mort le 15 octobre 1848 à Berlin) est un lieutenant général prussien.

## Biographie

### Origine
Alexandre est issu de la noble famille von Knobelsdorff. Ses parents sont le général de division Kurd Gottlob von Knobelsdorff (1735-1807) et sa seconde épouse Wilhelmine Friederike Sophie, née von Kropff (née le 1er août 1755 et morte le 19 mai 1835).

### Carrière militaire
Knobelsdorff étudie à la maison des cadets à Berlin à partir du 1er mai 1797, mais pour des raisons inconnues, il retourne chez son père dès le 31 décembre 1797. Quelque temps plus tard, le 23 mars 1800, il devient à nouveau cadet et, le 28 mars 1805, avec un brevet daté du 8 janvier 1805, il rejoint le 1er bataillon de la Garde de l'armée prussienne en tant qu'aspirant. Lors de la guerre de la Quatrième Coalition, Knobelsdorff prend part aux batailles d'Iéna, Nordhausen et Boitzenburg et est fait prisonnier après la capitulation de Prenzlau.
Après la paix de Tilsit, il rejoint le 12 novembre 1808 en tant que sous-lieutenant avec brevet du 16 octobre 1805 dans le régiment à pied de la Garde. Le 24 mars 1812, il est alors rattaché au bataillon de chasseurs prussien-oriental. Lors de la Campagne prussienne de 1812 (de), il combat près d'Eckau et est fait prisonnier près de Dahlenkirchen. Après la guerre, Knobelsdorff est libéré et promu capitaine d'état-major à la mi-juin 1813.
Pendant les guerres napoléoniennes, il participe à la bataille de Leipzig et obtient la croix de fer de 2e classe à Paris et l'ordre de Saint-Vladimir de 4e classe.
Le 8 avril 1815, il devient capitaine et commandant de compagnie. Le 8 Juillet 1816, il devient major et le 9 décembre 1816 commandant de bataillon. Parallèlement, Knobelsdorff exerce les fonctions de président de la commission d'examen des enseignes de porte-enseigne et de directeur de la 1re école de garnison de la Garde. Le 18 janvier 1830, il reçoit l'ordre de Saint-Jean et la Croix du service. Promu lieutenant-colonel, il est chargé le 30 mars 1832 de la direction du régiment de réserve de la Garde de Landwehr, qui deviendra plus tard le régiment de fusiliers de la Garde. Le 24 septembre 1832, Knobelsdorff est nommé commandant du régiment et le 30 mars 1834, il est promu colonel par brevet du 13 avril 1834. En cette qualité, il reçoit l'ordre de Sainte-Anne de 2e classe. Le 30 mars 1838, il est nommé à la tête du 2e brigade d'infanterie de la Garde et le 11 avril 1838, il est agrégé au régiment d'infanterie de réserve de la Garde. En outre, Knobelsdorff reçoit l'ordre de Saint-Vladimir de 3e classe le 8 juin 1838. Le 30 mars 1839, il est nommé commandant de brigade et le 10 septembre 1840, il est promu au rang de major général. Le 16 janvier 1842, il reçoit en outre l'ordre de l'Aigle rouge de 2e classe avec feuilles de chêne. Le 17 octobre 1844, il est d'abord mis à disposition avec un salaire complet, puis le 14 avril 1846 avec une pension de 2250 thalers. Peu après son départ, Knobelsdorff reçoit le 7 mai 1846 le caractère de lieutenant général. Il est mort le 15. octobre 1848 à Berlin et est inhumé dans le cimetière familial de Potsdam le 19 octobre 1848.

### Famille
Knobelsdorff se marie le 1er mai 1815 à Berlin avec Franziska Leopoldine Isabella Lucie von Gäfertsheim (née le 22 juin 1796 et morte le 6 septembre 1828). Le couple a deux enfants:
- Kurd Alexander Adolf (né le 18 janvier 1818 et mort le 25 décembre 1835), lieutenant au 1er régiment à pied de la Garde
- Wilhelmine Caroline Luise Elisabeth (née le 24 novembre 1823 et morte le 8 septembre 1900) mariée en 1849 avec Rudolf von Knebel-Döberitz (de) (mort le 11 février 1878), major, seigneur de Friedrichsdorf

Après sa mort, il se marie le 23 août 1830 avec sa cousine Ulrike Eleonore von Hünerbein (née le 26 février 1804 et morte le 17 août 1832), fille de Friedrich Heinrich Karl von Hünerbein. La fille Franziska Ulrike (née le 16 août 1832 et morte le 7 octobre 1858), qui mariée en 1855 avec Julius von Köppern (mort le 23 janvier 1890).
Sa seconde épouse décède après un court mariage et Knobelsdorff se marie le 2 octobre 1834 Auguste von Beust (né le 19 juillet 1810 et mort le 12 mai 1887). Le couple a deux enfants:
- Wilhelmine Luise Alexandrine Auguste Adolfine (née le 10 décembre 1835 et morte le 20 mai 1872)
- Kurd Alexander Karl Hermann (de) (1839–1904), pionnier de la Croix-Bleue marié en 1861 avec Ulrike Kathinka Marianne Sophie baronne von Thümmler (née le 26. novembre 1842 et morte le 13 janvier 1913)[1]